# AB de Villiers
Abraham Benjamin de Villiers, conocido como ABD (Pretoria, 17 de febrero de 1984) es un jugador de críquet sudafricano. Ampliamente considerado como uno de los mejores bateadores (jugador del críquet) de todos los tiempos, fue uno de los cinco jugadores de críquet de Wisden de la década a fines de 2019. Este jugador es una de las razones por las que muchos apoyan a RCB (Royal Challengers Bangalore) en la IPL (Indian Premier League).

## Carrera
De Villiers comenzó su carrera internacional como portero-portero-bateador (wicket-keeper-batsman,), pero la mayoría de las veces ha jugado únicamente como bateador. Bateó en varias posiciones en el orden de bateo, pero predominantemente en el orden medio. Reconocido como uno de los bateadores más innovadores y destructivos de la era moderna, De Villiers es conocido por una variedad de tiros poco ortodoxos, particularmente detrás del portero.
Hizo su debut internacional en un partido de prueba contra Inglaterra en 2004 y jugó por primera vez un One Day International (ODI) a principios de 2005. Su debut en el cricket Twenty20 International se produjo en 2006. Anotó más de 8.000 carreras tanto en cricket Test como en ODI y es uno de los pocos bateadores que tiene un promedio de más de cincuenta en ambas formas del juego. En cricket de overs limitados es un jugador de ataque. Tiene el récord del siglo ODI más rápido en solo 31 bolas. También registró los ODI 50 y 150 más rápidos.
De Villiers fue capitán de Sudáfrica en los tres formatos, aunque después de una serie de lesiones dejó la capitanía de Test. En 2017, dejó el cargo de capitán de los equipos nacionales limitados y en mayo de 2018 anunció su retiro de todas las formas de cricket internacional. Sin embargo, en enero de 2020, De Villiers expresó su intención de regresar internacionalmente y jugar para Sudáfrica en la Copa del Mundo T20 de 2020.
De Villiers es un bateador diestro que acumuló más de 8.000 carreras en pruebas que incluyen 22 siglos y 46 años cincuenta. Tiene el récord de la mayoría de las entradas de prueba sin registrar un pato (78), antes de ser despedido por nada contra Bangladesh en noviembre de 2008. También tiene la segunda puntuación individual más alta de un bateador sudafricano, con 278 (no fuera ). Hasta 2012 fue un portero ocasional para Sudáfrica, aunque después de la jubilación del portero habitual de pruebas Mark Boucher y bajo su propia capitanía, ha comenzado a mantener regularmente el portillo para el equipo nacional en pruebas, ODI y T20I. Abandonó el mantenimiento del portillo en 2015 y le entregó los guantes al debutante Quinton de Kock.
Tiene los récords de las 50 (16 bolas), 100 (31 bolas) y 150 (64 bolas) más rápidas de todos los tiempos en Internacionales de un día por cualquier bateador, y también tiene el centenar más rápido de un sudafricano en las pruebas y el más rápido. 50 de Sudáfrica en T20I. Es tres veces jugador ICC ODI del año, ganando el premio en 2010, 2014 y 2015.
Después de la Copa del Mundo de Cricket de 2011, sucedió a Graeme Smith como capitán del equipo nacional de ODI y se convirtió en capitán de pruebas después de la segunda prueba de la serie en casa contra Inglaterra en 2015/16. Renunció a la capitanía de prueba en diciembre de 2016 debido a una lesión en el codo que lo mantuvo fuera del equipo durante un largo período.

## Carrera de Twenty 20 IPL
Desde que se unió a la liga en su temporada inaugural, de Villiers se ha convertido en uno de los bateadores más exitosos de la Indian Premier League (IPL). Después de jugar originalmente para Delhi Daredevils, se mudó a Royal Challengers Bangalore (RCB) por US $ 15 millones en la cuarta temporada de la liga. Tres de sus cuatro Siglos Veinte20 han llegado en la IPL y hasta junio de 2019 ha jugado en más de 150 partidos en la liga. Ha jugado entradas ganadoras de partidos para RCB y ha demostrado un bateo destructivo contra los jugadores de bolos, especialmente en los death overs.